# British Motor Cars Invitational 1971
BMC Invitational 1971, також відомий під назвою British Motor Cars Invitational, — жіночий тенісний турнір, що проходив на закритих кортах з килимовим покриттям Civic Auditorium у Сан-Франциско (США). Це був перший турнір WT Women's Pro Tour 1971 і, як наслідок, був першим виключно жіночим професійним турніром в рамках жіночого тенісного туру. Тривав з 6 до 9 січня 1971 року. Фінал відвідало 3100 глядачів. Перша сіяна Біллі Джин Кінг здобула титул в одиночному розряді.

## Фінальна частина

### Одиночний розряд
Біллі Джин Кінг —  Розмарі Казалс 6–3, 6–4

### Парний розряд
Біллі Джин Кінг /  Розмарі Казалс —  Франсуаза Дюрр /  Енн Джонс 6–4, 6–7, 6–1

## Розподіл призових грошей
| Дисципліна       | П      | F      | 3-тє   | 4-те   | ЧФ   | 1/8  |
| Одиночний розряд | $4,300 | $2,500 | $1,400 | $1,000 | $600 | $300 |